# NGC 704-1
NGC 704-1 is een sterrenstelsel in het sterrenbeeld Andromeda. Het hemelobject werd op 21 september 1786 ontdekt door de Duits-Britse astronoom William Herschel. Het sterrenstelsel bevindt zich dicht bij NGC 704-2.

## Synoniemen
- PGC 6953
- UGC 1343
- MCG +6-5-28
- CGCG 522-34
- V Zw 134